# Pachnobia kolymae
Pachnobia kolymae là một loài bướm đêm trong họ Noctuidae.